# ひぜんりさ
ひぜん りさ（2000年3月12日 - ）は、佐賀県を拠点に活動するローカルアイドルである。ラジオパーソナリティ、コスプレイヤーなどの活動も行っている。福岡県出身。
2018年12月より「サガンスター」に所属していた。また、第3水曜日に佐賀市の656広場（むつごろうひろば）で定期開催されるサブカルチャーイベント「ぽぷふり」のレギュラー出演アイドルでもある。
佐賀県佐賀市の芸能プロダクションSAGANPRO（サガンプロ）所属。身長143cm。
ひぜん(肥前)という名字は本名。

## 概要
高校時代、福岡などの複数の事務所からモデルなどの話があったが、スカウトからの勧めで佐賀でライブ出演。
2017年7月、現所属事務所の先輩Pinky Skyが主催している観覧無料定期ライブ「木６(もくむつ)ライブ」に出演。出演した際に、現所属事務所のSAGANPRO(サガンプロ)に所属した事を自身で発表した。所属する前にも出演していたが、当時はバックダンサーとしての出演だった。
2017年10月18日、記念すべき第1回「ぽぷふり」出演。九州初のアニソンDJとアイドルがコラボするステージを展開した。
2018年3月11日には、自身初のイベント「ひぜんりさ生誕祭2018」を佐賀市Rock Ride(キャパ約60名)開催。初主催ながら、70名近くのファンが全国より駆けつけた。また、この日、自身初のオリジナル曲「ももものがたり」を初披露した。曲のタイトルを間違えて披露したが、当初ファンはそれに気付かなかった。ゲストには所属事務所の先輩Pinky Skyや、元LinQメンバーのトキヲイキルなどを迎えるなどした。
2018年3月16日、佐賀市のFMラジオ局えびすFMにてサブカルについて語る生放送番組「ぽぷらじ」を放送開始。アニソンDJの森近りんとひぜんりさで毎月メインパーソナリティを勤める。ラジオだけでなく専用アプリでも聴取できることから、佐賀だけでなく九州各地や全国からメッセージが送られる。
2018年5月13日、自身初となるワンマンライブを佐賀市Rock Rideで開催。2曲目となるオリジナル曲「はっぴーはっぴーはっぴー」を初披露した。
2018年7月7日、活動1周年記念ライブを佐賀市のRAG-G(キャパ約300名)で開催。西日本豪雨により、会場が水没。9月へと延期となった。
2018年8月2日より、FM佐賀放送番組「モーリーのポップカルチャー番組(仮)」のレギュラーMCを担当。
2018年10月17日、「ぽぷふり」開催1周年記念回にて、自身3曲目となるオリジナル曲「かぐや」を初披露した。
2018年11月、九州アイドルフェスティバルvol.24にて観客投票1位となる。
2018年12月8日、『佐賀発！サブカル系声優ユニット Sagan Star (サガンスター)』として再度グループでもアイドルデビュー。
2018年12月16日、九州アイドルフェスティバルvol.25にて、ひぜんりさ単独で出演。観客投票1位となり、2連覇を達成する。
2018年12月28～30日TVアニメ「ゾンビランドサガ」サガテレビ一挙再放送において、サガンスターの聖地巡礼コーナーリポーターが決定。
2019年2月22日、相方の脱退により Sagan Star の解散がHPにて発表された。
2019年5月26日、ひぜんりさ単独ライブVol.3にて自身初のシングルCD『ももものがたり』(カップリング：「はっぴーはっぴーはっぴー」)発売。

## オリジナル曲
- 「ももものがたり」[4]
- 「はっぴーはっぴーはっぴー」[4]
- 「かぐや」[4]
- 「ふれぱれ」
- 「ふぁんたじー」
- 「くりてぃかる」

- 「拝啓、糞野郎共が」
- 「りさちーなんなーランド」
- 「セカイのシンパシー」
- 「ぱちぱれーしょん」